# 国鉄8620形蒸気機関車58654号機

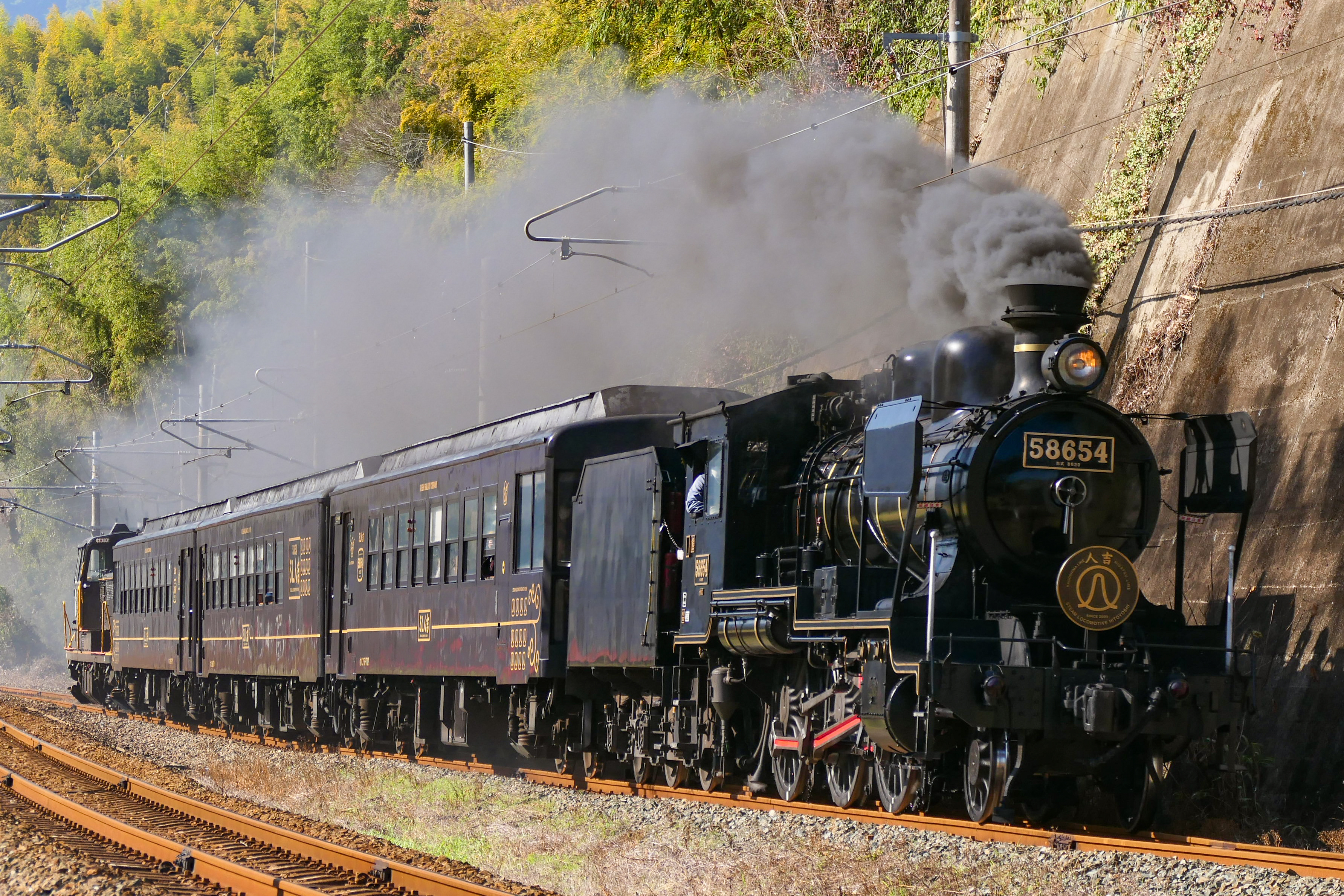
SL人吉に使用される58654号機（2024年1月2日）

58654（8620形蒸気機関車58654号機）は、九州旅客鉄道（JR九州）が動態保存する蒸気機関車 (SL) で、日本国有鉄道（国鉄）の前身である鉄道院が製造した8620形蒸気機関車の1両である。

## 経歴

### 現役時代から保存まで

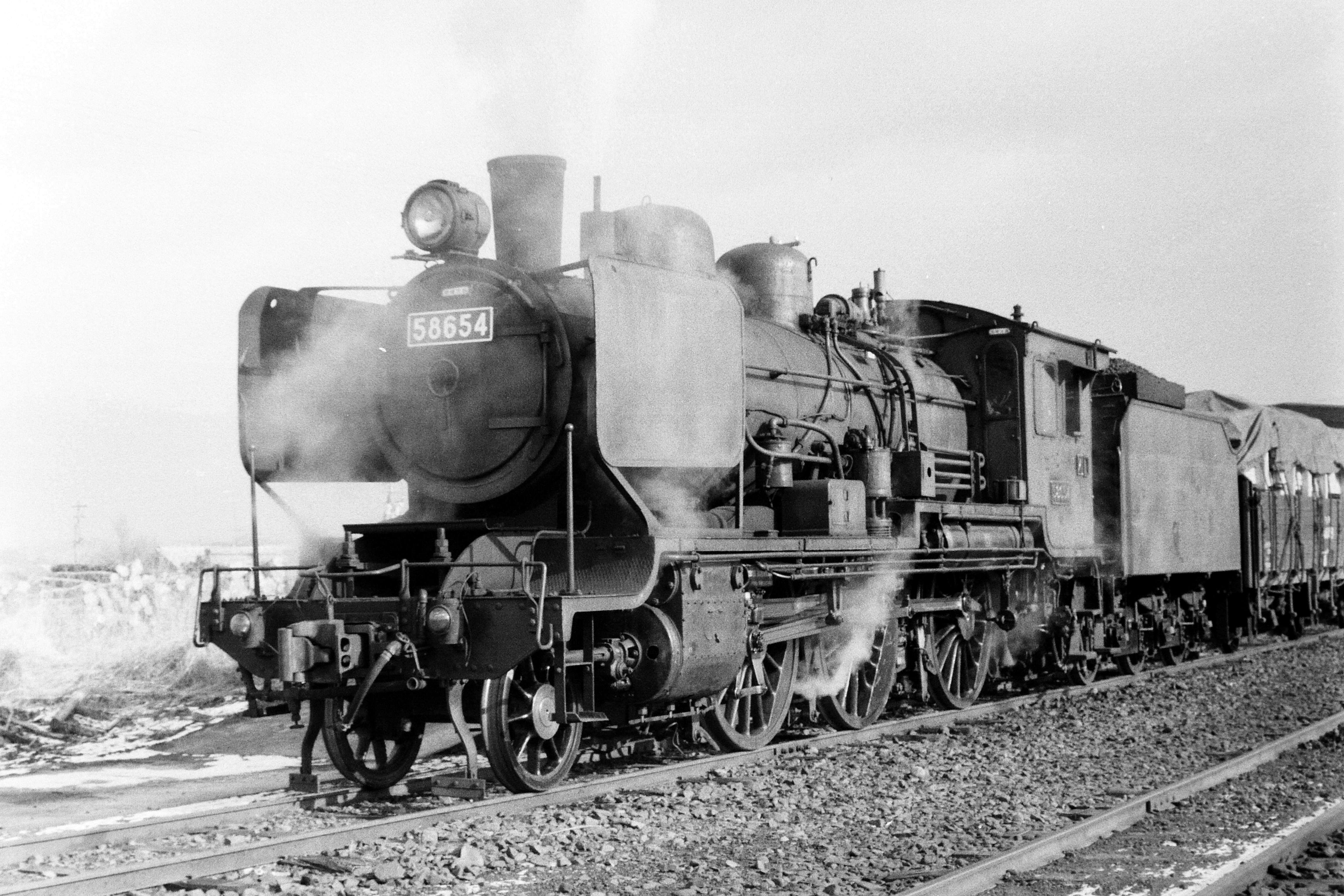
湯前線で使用されていた頃の58654

1922年（大正11年）11月18日に日立製作所笠戸工場で落成（製造番号 62）。同年12月26日付で浦上機関庫に新製配置され、長崎本線で使用された。その後、九州各地を転々としたのち、1949年（昭和24年）6月21日付で西唐津機関区に転属し、唐津線で使用された。1961年（昭和36年）4月20日には長崎本線佐賀 - 唐津線唐津間で、翌21日には唐津線唐津 - 久保田間お召し列車を牽引している。
1964年（昭和39年）6月4日付で若松機関区に転属してからは、筑豊各路線で使用された。1968年（昭和43年）6月1日付で人吉機関区に転属してからは、湯前線の貨物列車に使用された。1975年（昭和50年）3月9日に同線多良木 → 人吉間での貨物列車の牽引をもって運用を終了。同年3月31日付で廃車となり、人吉市に貸与された。その後は肥薩線矢岳駅前の人吉市SL展示館に展示されることになった。新製から廃車までに走行した距離は300万 km余りであった。

### 保存機からの復元
九州でのSLの復活は1987年（昭和62年）7月4日に「1989年の門司港開港100年と九州鉄道100年の記念イベントとして蒸気機関車を復活させよう」という北九州市長末吉興一と、JR九州社長石井幸孝との約束に始まったという。同年7月20日に復活が決定し、プロジェクトチームが発足した。
九州に静態保存してあるSLは当時50両以上あったが、多くは野ざらしで、屋根付で手入れされているものはほとんどなかった。しかし人吉市SL展示館に保存されていた本機とD51 170は小屋付きで、ボランティアによってきれいに手入れされ、保存状態がきわめてよかった。このうち、少ない経費で復元できる、運転線区に制限を受けない形式である、経済的な性能で取り扱いが容易、という理由で58654が選ばれた。
1987年（昭和62年）年8月1日の返還要請に対して、人吉市からの了承は同年12月11日であった。ボランティアへの説得に時間がかかったことと、人吉地域で運行する要請が出たためである。58654はそのままでは運べないので、ボイラー、台枠、炭水車に3分の上、1988年（昭和63年）1月9日から翌10日にかけて、矢岳駅から小倉工場までトレーラーで搬送された。同工場到着から2日後の12日に、起工式が行われた。
小倉工場では大がかりな修復が実施されることになる。ボイラーは使用できなくなっていたので新日本製鐵に依頼し、新製された。運転室は鋼板が衰弱していたため新製した。ランボードも劣化が進んでいたため交換されたが、本来使用されていた網目板は製造中止されていたため縞鋼板で代用された。焚き口は煤煙対策と性能向上のため重油併燃装置を取り付けた。炭水車の炭庫下部に重油タンクを取り付けたため、炭水車上部を30 cmかさ上げし、水タンク容量も2 t増となった。輪軸はそのまま使用した（のちに交換）。動輪は摩耗限度に近かったので住友金属工業で新たに製作し交換した。車輪の焼きバメは、1,600 mmの車輪の焼きバメ装置が小倉工場にはなく、住友金属工業小倉製鉄所で車輪を焼き、保温して小倉工場に持ち込み焼きバメした。除煙板は現役末期・静態保存時は下部切り取り形のいわゆる「門鉄デフ」の中でも板部分の面積の広い特徴ある形態であったが、修復の際に板部分の面積が標準サイズのものと交換された。
新製車両としての法的手続きの確認申請も必要だった。なお、この手続きは1988年（昭和63年）6月28日に完了した。小倉工場では同年7月2日に火入れ式を、12日に構内走行試験を行ったのち、21日に同工場を出場した。回送は主連棒を取り外し、夜間に無動力回送を行った。翌22日に熊本運転所に到着して整備され、26日付で車籍が復活した。同日には熊本 - 吉松間で本線試運転を行い、28日から8月15日にかけて客車を牽引して訓練運転を行った。22日に熊本 - 人吉間で、翌23日に人吉 - 吉松間でお披露目運転を行ったのち、28日には豊肥本線熊本 - 宮地間の「SLあそBOY」として、10月9日には肥薩線熊本 - 人吉間の「SL人吉号」として、アメリカ風（ウェスタン調）に改装された50系客車とともに営業運転を開始した。

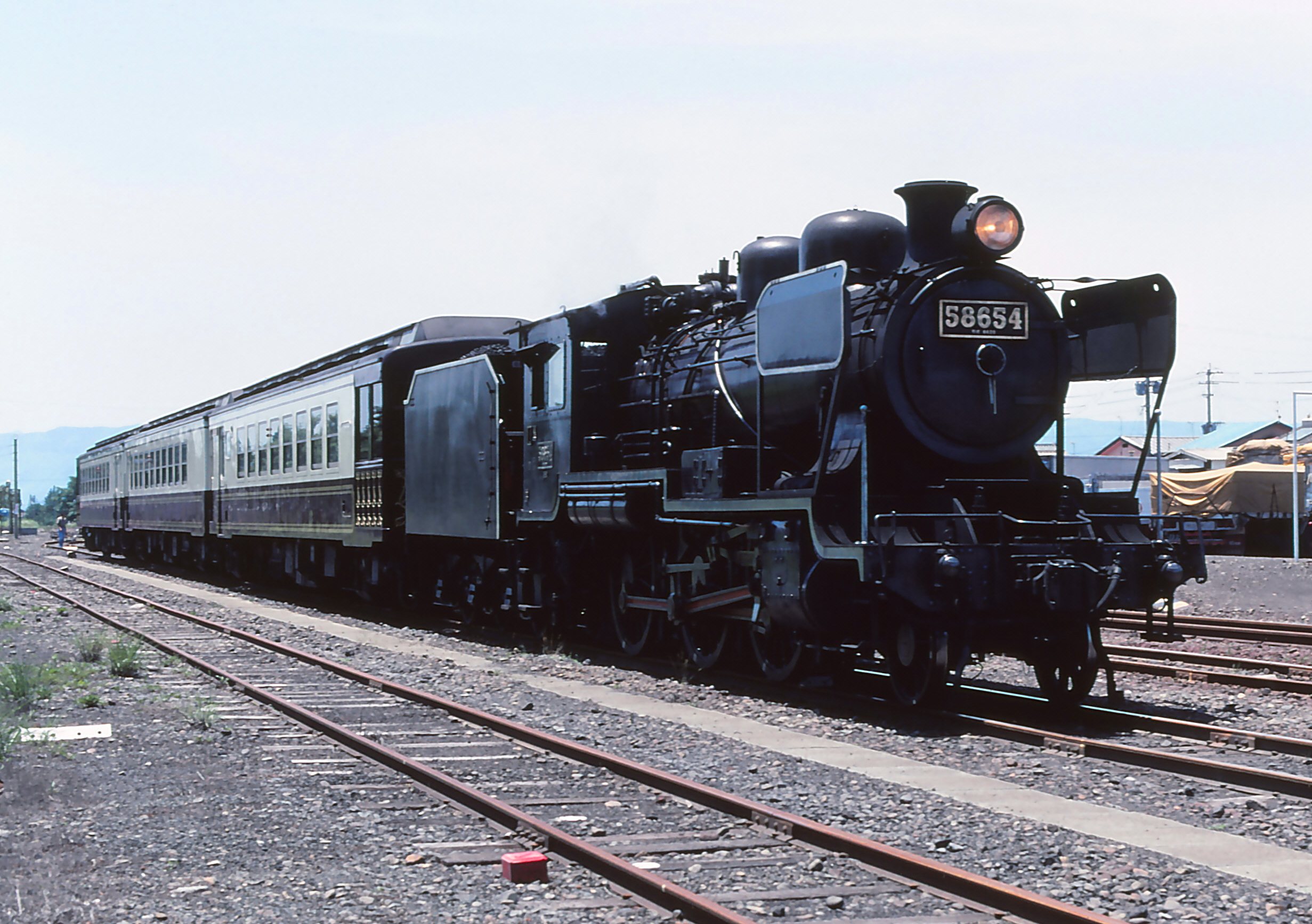
「SLあそBOY」として運用されていた頃の58654

再登場当時はほぼ原型であったが、1992年（平成4年）に「SLあそBOY」運転開始5周年を迎え、客車のイメージに合わせて、JR九州のデザイン関係を一手に受け持つ水戸岡鋭治の監修下に濃緑色に塗装され、炭水車の側面にロゴが大書きされるようになった。その後除煙板が取り外され、カウキャッチャーが取り付けられたこともあった。沿線の山林で列車通過後に火災が起きたことから、1994年（平成6年）からは回転火の粉止めを装備し、体裁を整えるためダイヤモンドスタック型の煙突カバーが常用されるようになった。また、ATSもATS-SK形に換装された。1999年（平成11年）7月18日から8月31日までは特別に「銀河鉄道999号」として運行され、999ヘッドマークが取り付けられたほか、炭水車に『銀河鉄道999』のメーテル・星野鉄郎のイラストが掲示された。2000年（平成12年）からは塗装が黒に戻され、真鍮飾り帯を除く各種装飾や炭水車のロゴが消された。

### 運用離脱から再復活まで
しかし、元々古い車両だったために老朽化が進んでいた。2005年（平成17年）の運転開始直前の試運転で軸受に異常発熱が生じ、3月から4月にかけての列車を急遽DE10形ディーゼル機関車牽引として修理を行ったが解消できず、5月から8月の間は後部補機としてディーゼル機関車を連結した状態で運転された。台枠の歪みにより機体のバランスが崩れたために車軸などに負担がかかり、車軸焼けなどを起こすようになっていた。単独での牽引運転が困難となり、修復不可能と判断されたため、8月28日の「SLあそBOY」をもって運用を終了した。
「SLあそBOY」の廃止に伴う運用離脱後、本機も一旦静態保存されることとなったが、JR九州としては動態保存の可能性を模索し、除籍を行わなかった。その後の調査により、奇跡的にも日立製作所に製造時の図面があることが判明し、また九州新幹線の延伸開業などもあり観光資源として有効活用できるとの判断から、2007年（平成19年）2月21日よりJR九州小倉工場にて修復（事実上の代替新造）を実施した。台枠を日本車両で新製、ボイラをサッパボイラで修繕するなど約4億円を投じてSLや客車などを修復した。
2009年（平成21年）4月25日に熊本 - 人吉間で営業運転が再開された。列車名は運用離脱前に同区間を運行していた際の名称から「号」を省いた「SL人吉」とされた。
2022年（令和4年）には製造から100年を迎えており、車籍を有し営業路線上を営業運行できるSLとしては日本で最も古いものの、実際には新造時の部品はほとんど残っていない。本機の場合、機関車の主体をなすボイラーが1988年（昭和63年）、台枠が2008年（平成20年）にそれぞれ新規に作り直された特異な事例で、1922年（大正11年）製機関車としての履歴を維持し続けた結果「テセウスの船」状態になっているともいえる。

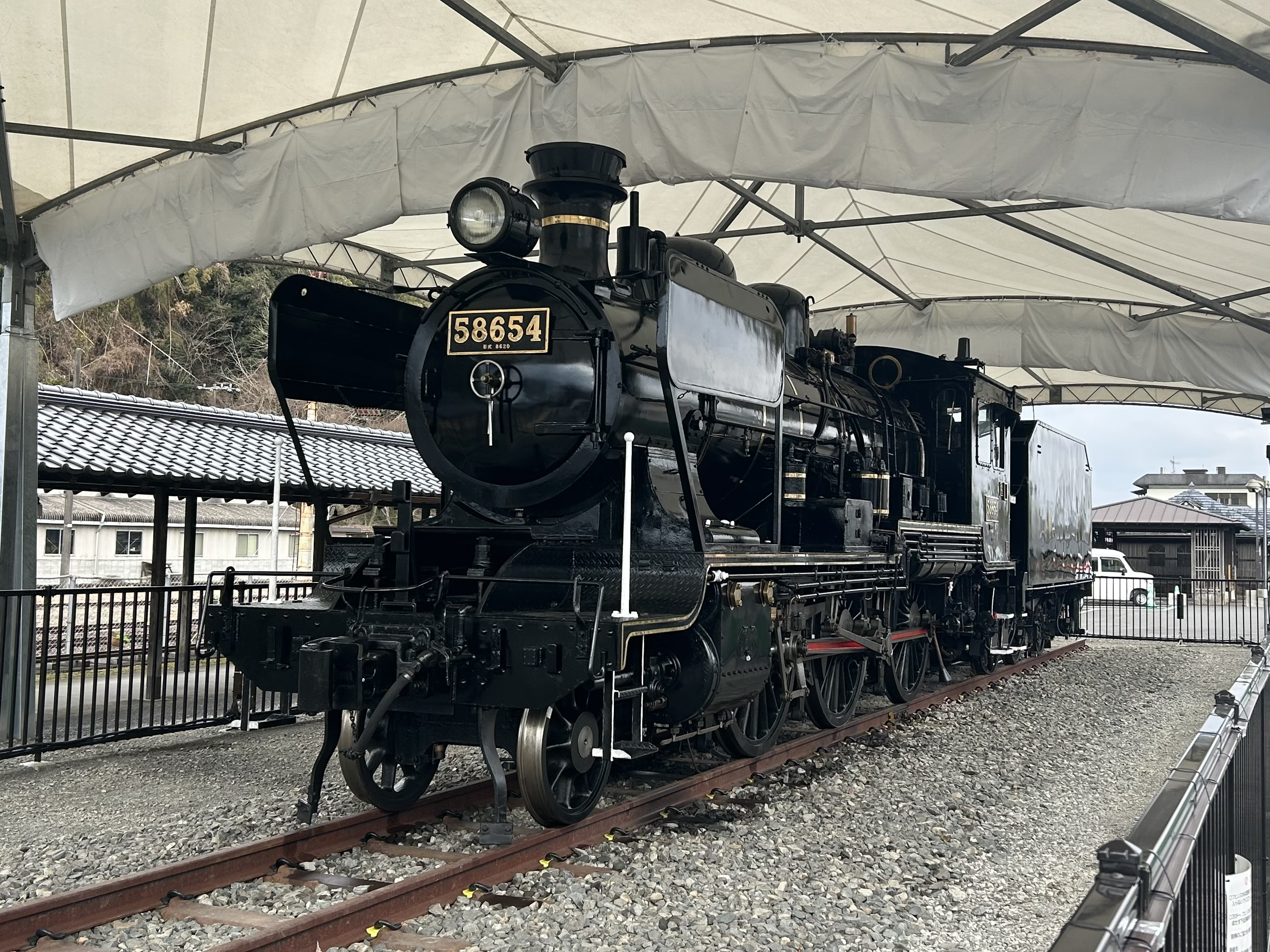
人吉駅前で展示されている58654（2025年3月撮影）

2022年（令和4年）10月24日、JR九州は本機が新造から100年を迎えることを記念した特別運行の実施を発表したが、そのニュースリリース内にて、製造から100年以上が経過し老朽化が著しいこと、部品調達やメンテナンスに必要な技術者の確保が難しくなっていることを理由に、2024年3月をもって本機の運転を終了すると発表し、同年3月24日で運行を終了した。ただし人吉市など「SL人吉」沿線地域では動態維持を望む声が根強く、2023年4月の人吉市長選挙では本機の廃車回避を訴えた候補者がいた（人吉新聞2023年4月21日付紙面）。人吉市役所・商工会議所・温泉旅館女将の会は共同して人吉駅石造り機関庫での保存・展示をJR九州に要望しており、今後の本機の動向は流動的であったが、2024年3月24日の最終運行の際に、人吉市に無償譲渡することが発表された。2024年11月18日から人吉駅前で保存・展示されている。

## 臨時列車としての運行記録
「SLあそBOY」および「SL人吉号」、ならびに「SL人吉」以外の臨時列車としての運行記録は以下のとおりである。
- 1988年（昭和63年）12月25日：日豊本線別府 - 豊肥本線豊後竹田間「SLクリスマス号」
- 1989年（昭和64年）1月1日：亀川 - 玉来間「初旅号」
- 1989年（平成元年）6月3 - 4日：別府 - 豊後竹田間「わかば号」[注 10]「福祉号」[注 11]
- 1989年（平成元年）8月3日：博多臨港線香椎 - 福岡ボート臨時間「よかトピア記念トレイン」
- 1989年（平成元年）8月17 - 20日：鹿児島本線門司港 - 遠賀川間「九州鉄道開業百周年記念・みなと鉄道百年号」
  - 客車はあそBOY用50系客車3両+12系客車2両の5両編成。
- 1990年（平成2年）8月1 - 8月5日：長崎本線長崎 - 佐世保線早岐間「SL旅博号」
- 1992年（平成4年）3月29日：「人吉ハートフルSHIMOTORI号」
  - 客車は12系「シュプール大山」。
- 1996年（平成8年）4月13日：「SL二百十日号」
- 1997年（平成9年）3月9日：鹿児島本線門司港 - 門司間「レトロ号」
- 1997年（平成9年）8月31日：鹿児島本線博多 → 熊本間「SL雄大自然くまもと号」
- 1998年（平成10年）3月15日：鹿児島本線門司港 - 門司間「門司港レトロハイカラまつり号」
- 1999年（平成11年）10月3日：西小倉 → 田川後藤寺 → 新飯塚 → 飯塚 → 新飯塚 → 門司港間「SLクロスロードふくおか号」
- 2001年（平成13年）4月15日：鹿児島本線博多 → 長崎本線神埼間「かんざき菜の花号」
- 2001年（平成13年）9月30日：筑豊本線直方 - 飯塚 - 黒崎間「3世代列車SL体験号」
- 2010年（平成22年）9月4日：「BSデジタル号がゆく!〜ブルートレイン 九州一周の旅〜」（NHKの特別番組）専用列車
  - 「SL人吉」の下りを運休し、熊本駅から人吉駅まで14系寝台客車3両を牽引。当日の「SL人吉」上りは通常通り運行した。
- 2019年（令和元年）7月9日：久大本線・日豊本線日田 - 別府間「SL湯けむり号」
  - 2009年（平成21年）の再復活後では初めての他線区運行[注 12]。
- 2020年（令和2年）11月1・3・15・21・23日、12月19・21・23・25・27日：鹿児島本線熊本 → 博多間「SL鬼滅の刃」[9][10]
- 2022年（令和4年）3月26・27日、4月2・3・9日：鹿児島本線熊本 → 鳥栖間「SL桃鉄号」
- 2022年（令和4年）11月18日：鹿児島本線熊本 - 八代間「SL58654百歳号」

このほか、団体臨時列車として走行したり、PR目的で通常は走行しない経路で昼間に回送運行を行ったりした例がある。

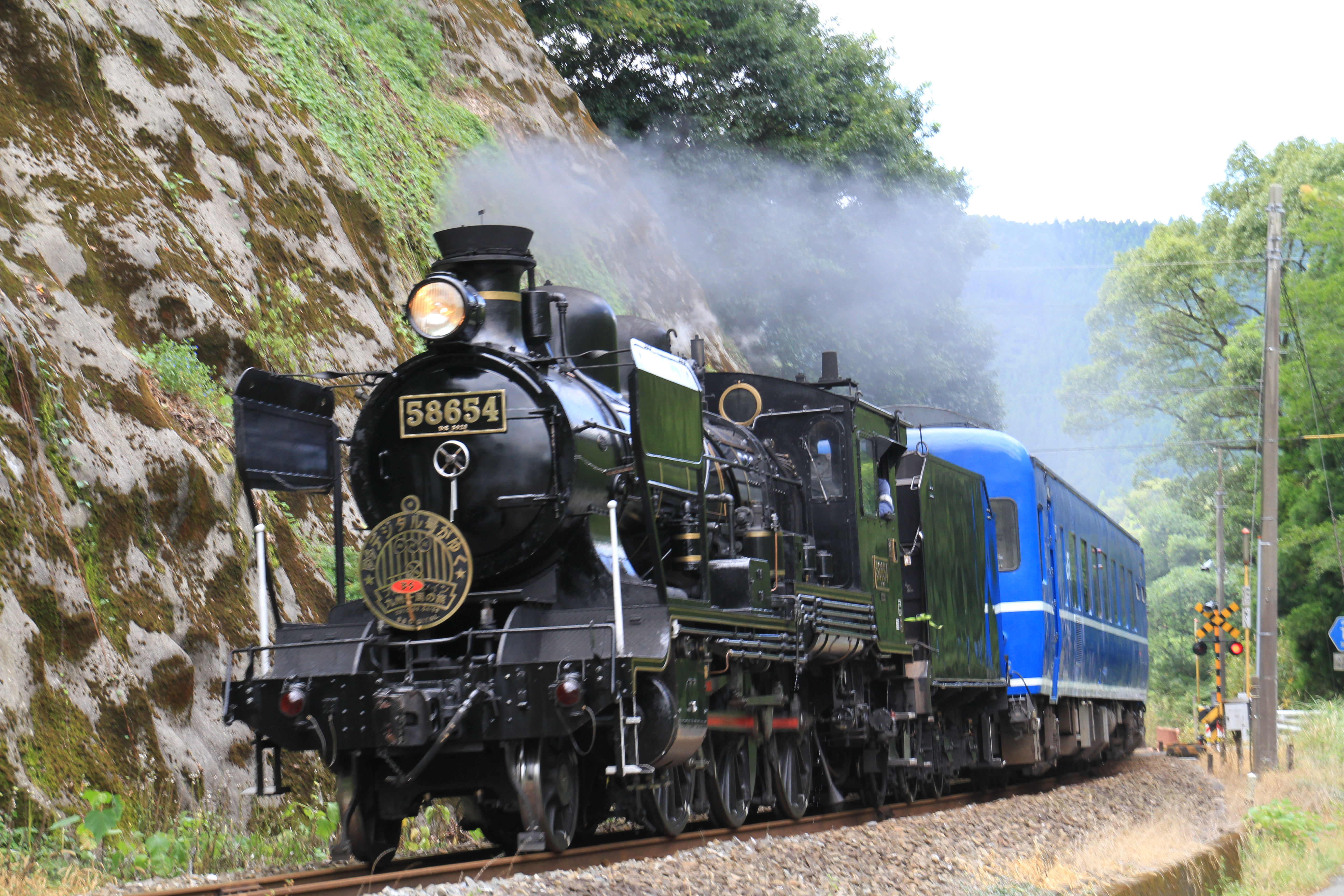
BSデジタル号がゆく!〜ブルートレイン 九州一周の旅〜 2010年9月4日運行
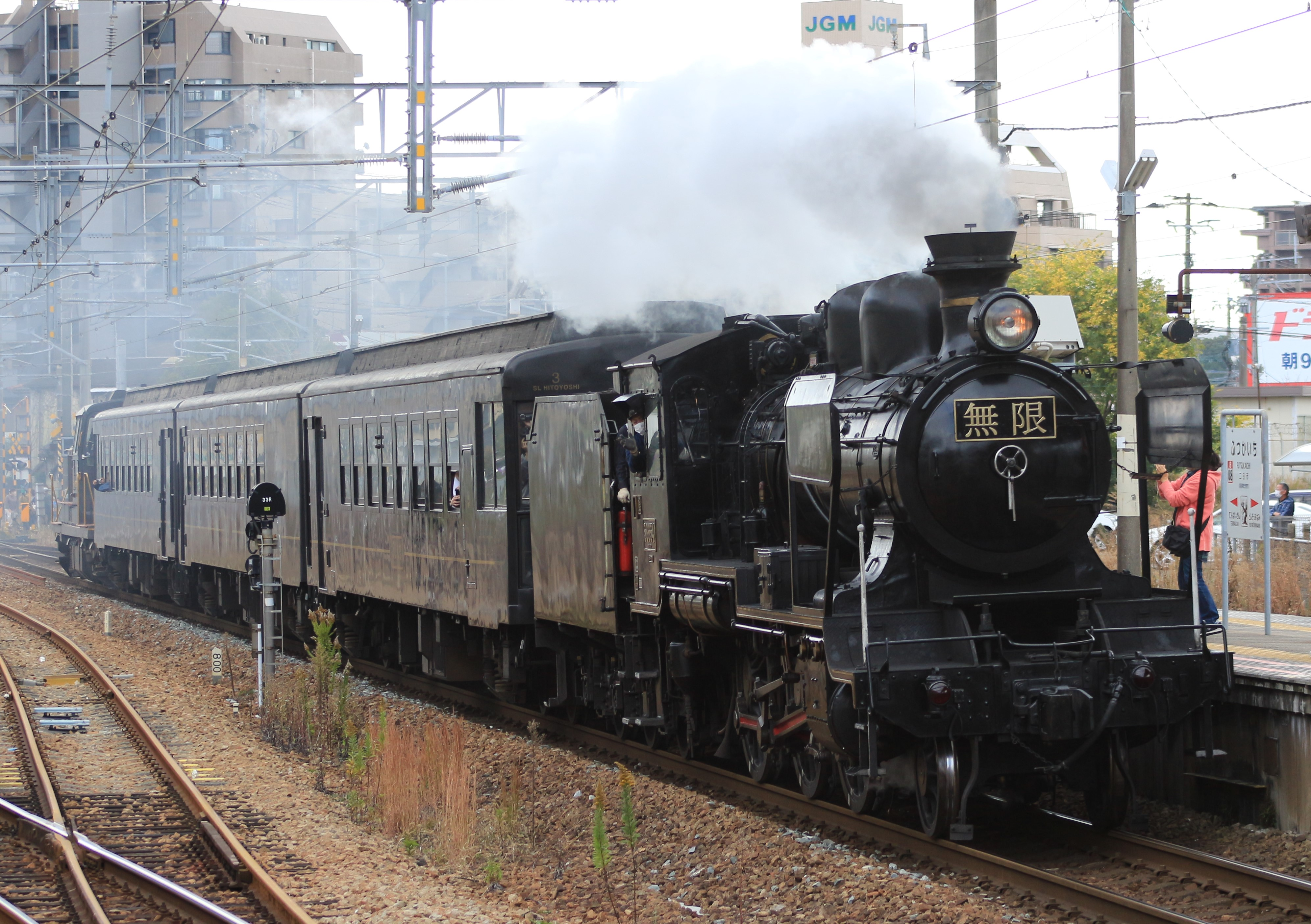
「SL鬼滅の刃」 2020年11月23日運行